# Páleniny
Páleniny (alternativní název U Knoflíčka) jsou vrchol v České republice ležící v Českomoravské vrchovině.

## Poloha
Páleniny se nacházejí mezi obcemi Štěpánov nad Svratkou a Hodonín asi 9 kilometrů jihovýchodně od Bystřice nad Pernštejnem a 10 kilometrů západně od Kunštátu. Tvoří zakončení asi 1 kilometr dlouhé jižním směrem orientované rozsochy vybíhající do hluboce zaříznutého údolí říčky Hodonínky. Až na malý prostor v přilehlém sedle v rámci rozsochy jsou svahy prudké a vykazují značné převýšení. Páleniny se nacházejí na území Přírodního parku Svratecká hornatina.

## Vodstvo
Veškeré svahy Pálenin jsou odvodňovány říčkou Hodonínkou, která vrch obtéká a je levým přítokem řeky Svratky.

## Vegetace
Celý vrch je téměř souvisle zalesněn smíšeným lesem. Z nevelkých skalních výchozů v prostoru vrcholu je sice daleký, ale prostorově omezený výhled západním směrem.

## Stavby

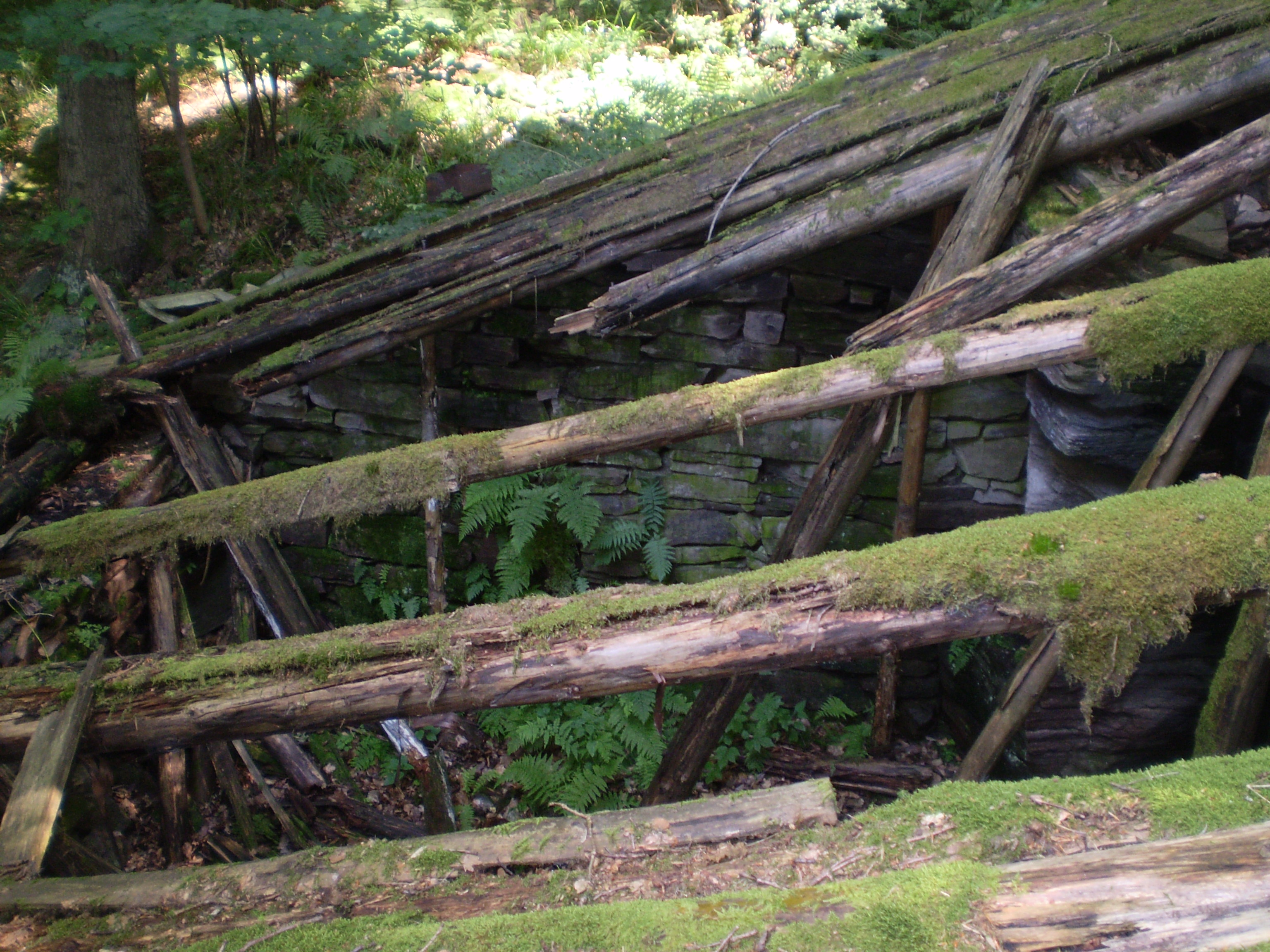
Pozůstatky bunkru partyzánské skupiny Jermak

V těsné blízkosti vrcholu se žádné stavby nenacházejí. Asi 400 metrů severně od vrcholu se v západním svahu přilehlého hřebenu nacházejí významné pozůstatky kamenodřevního bunkru, který byl mezi lety 1944 a 1945 štábem partyzánského oddílu Jermak. V těsné blízkosti pozůstatků stojí betonový památník.

## Komunikace
Ve vzdálenosti asi 600 metrů severně od vrcholu Pálenin prochází lesní cesta sledovaná žlutě značenou turistickou trasou KČT 7505 z Bystřice nad Pernštejnem do Olešnice. Z ní směrem k vrcholu odbočuje pro běžné automobily nesjízdná lesní cesta sledovaná rovněž žlutě značenou odbočkou, která ale vede pouze k bunkru a památníku, kde je zakončena.

## Fotogalerie

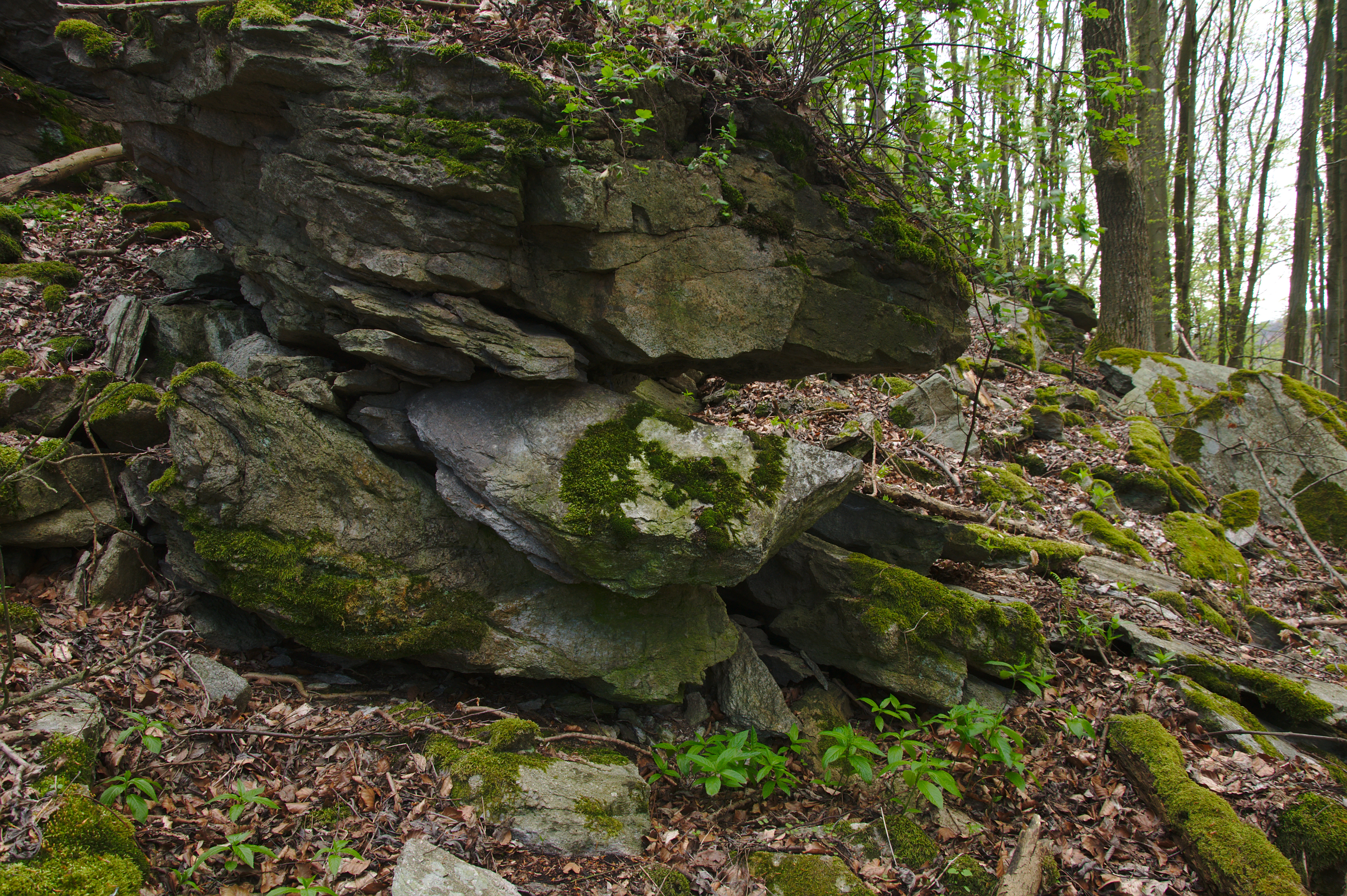
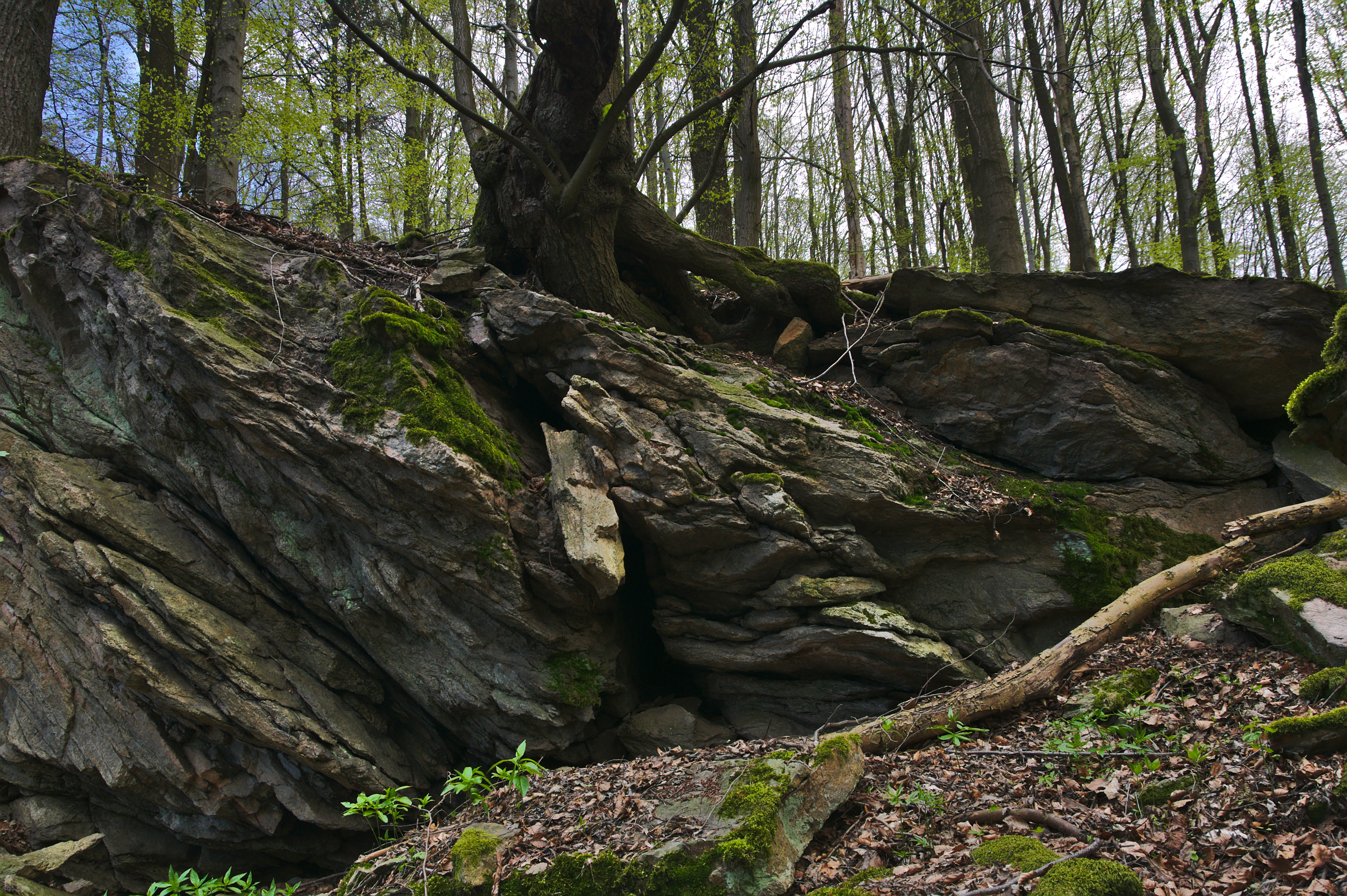
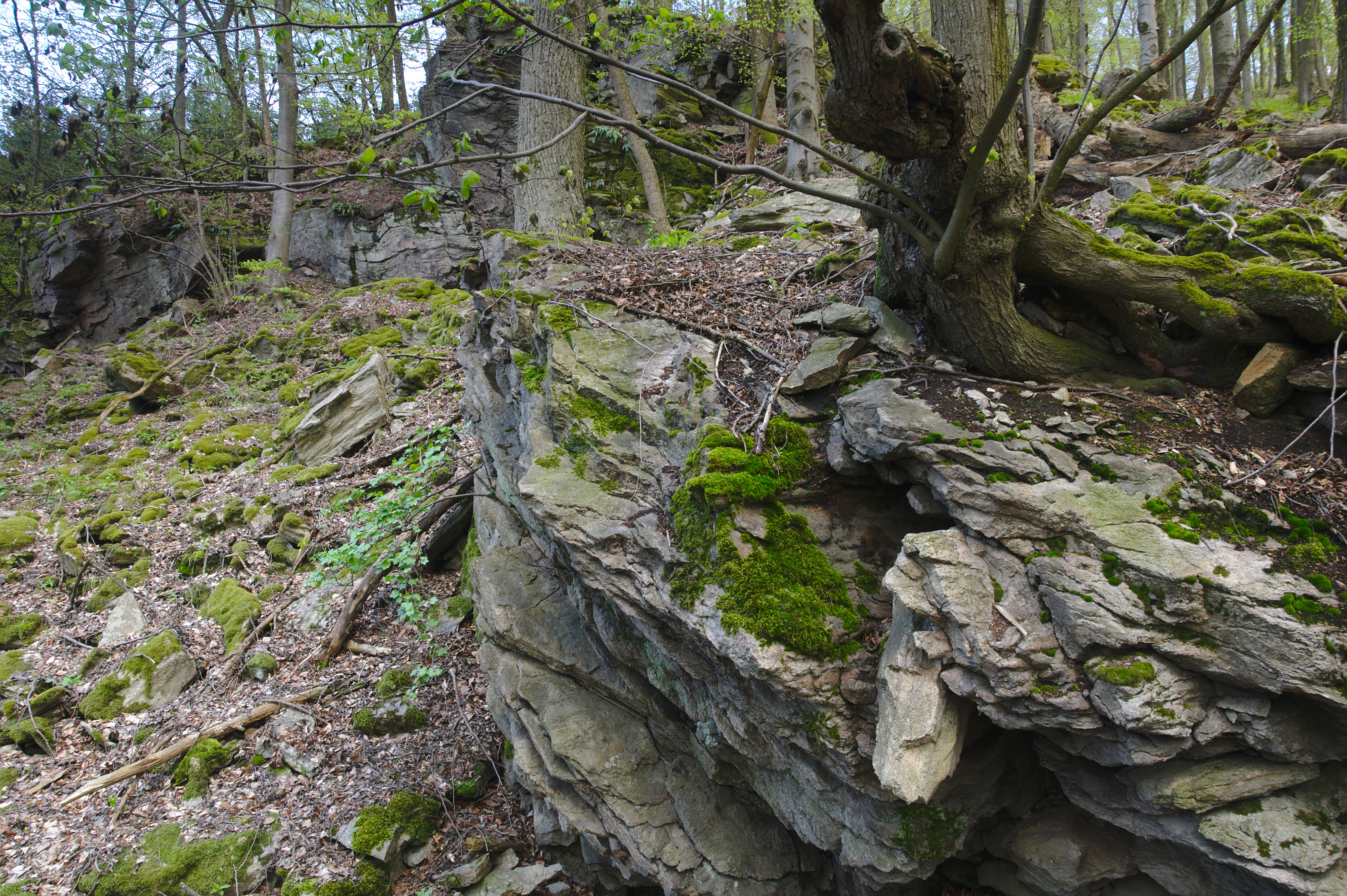
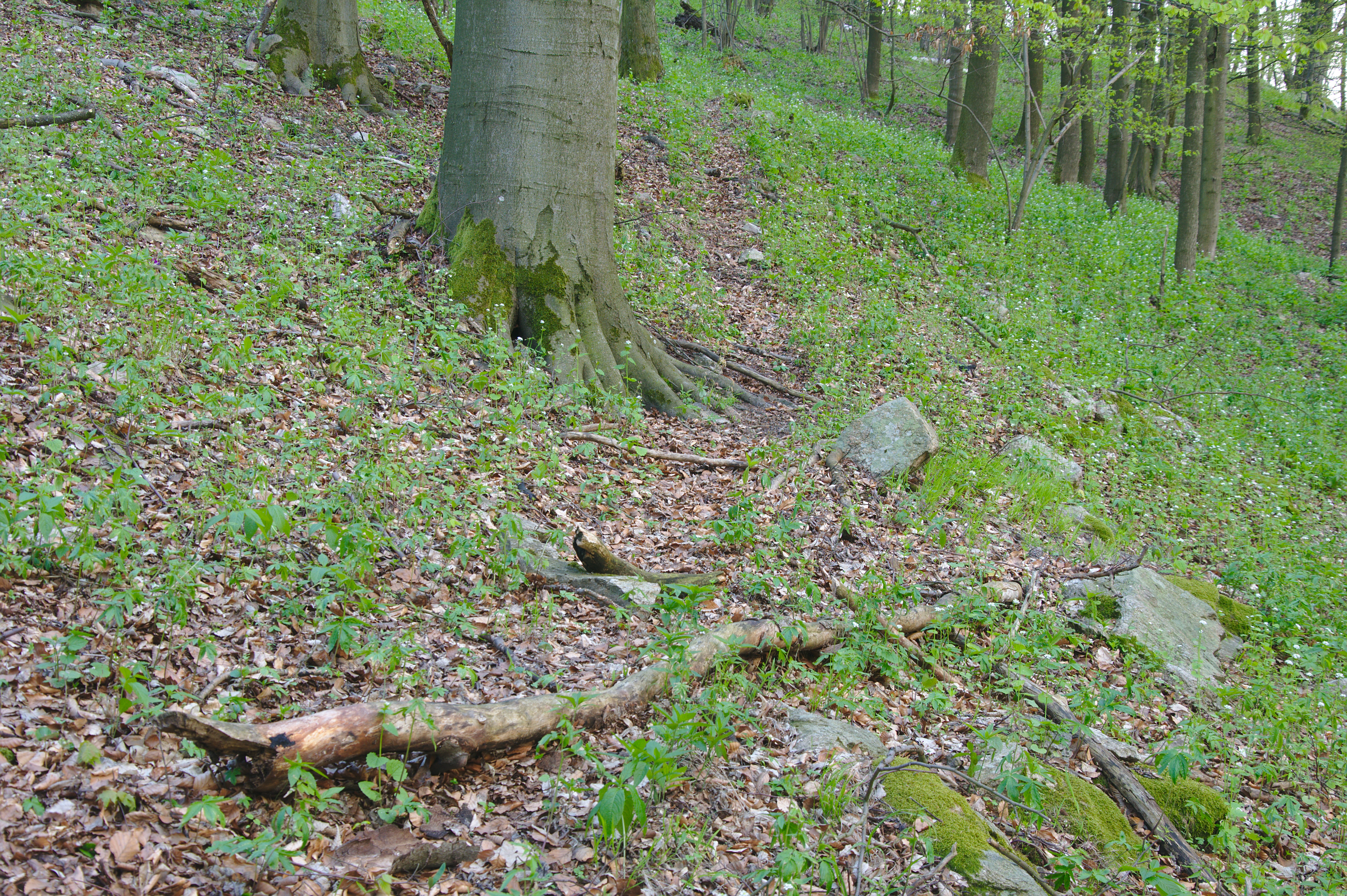
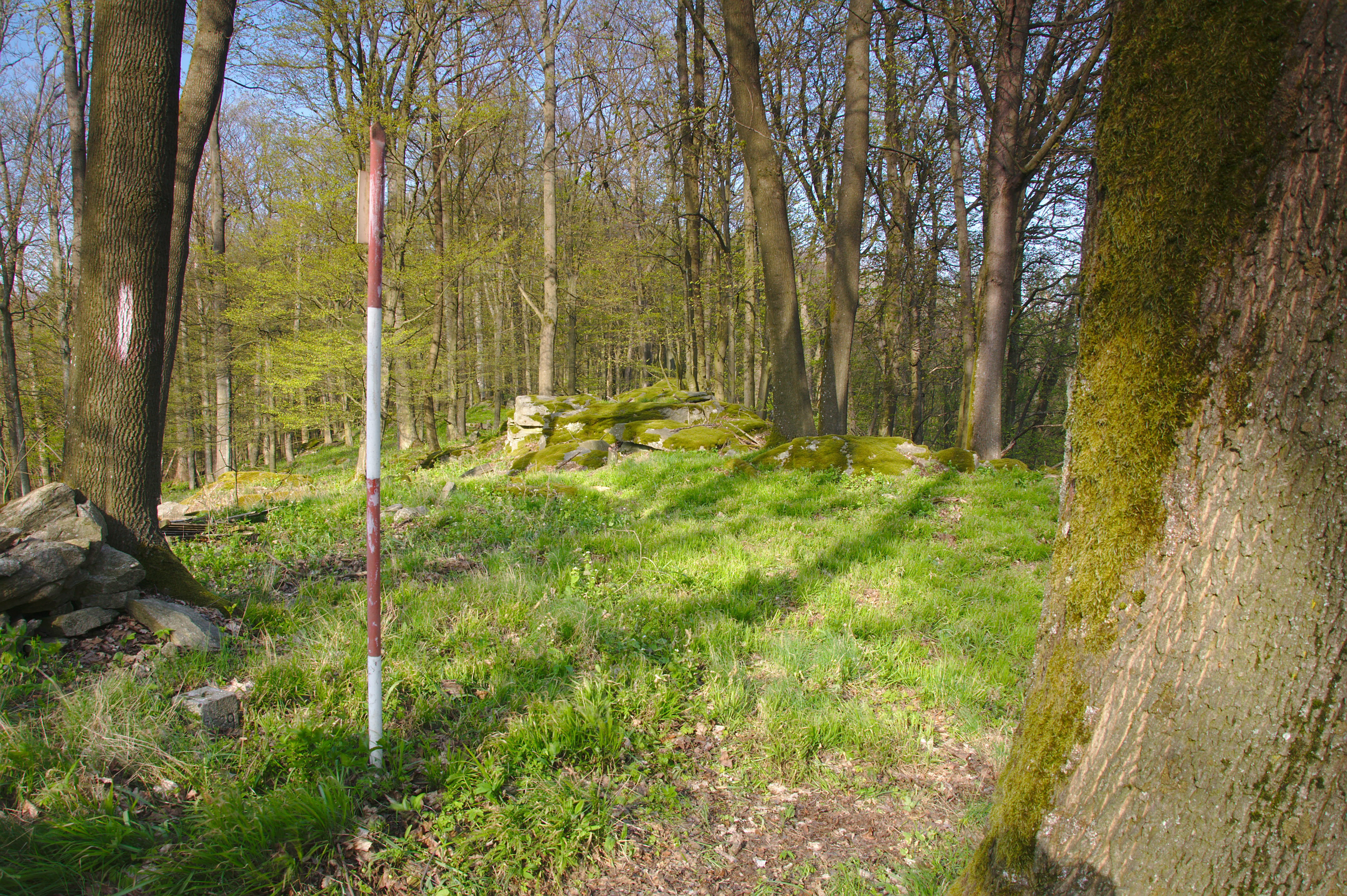
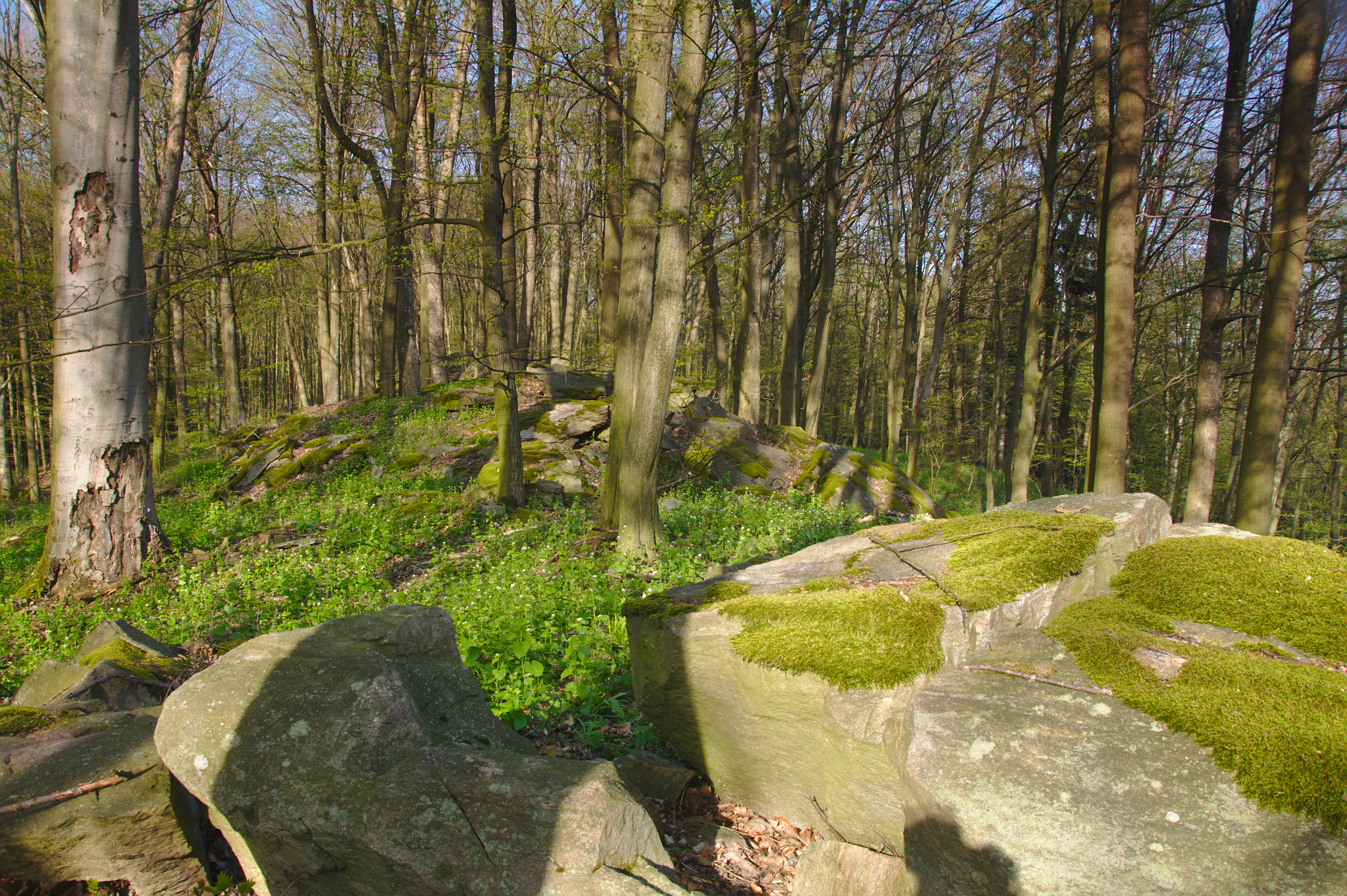
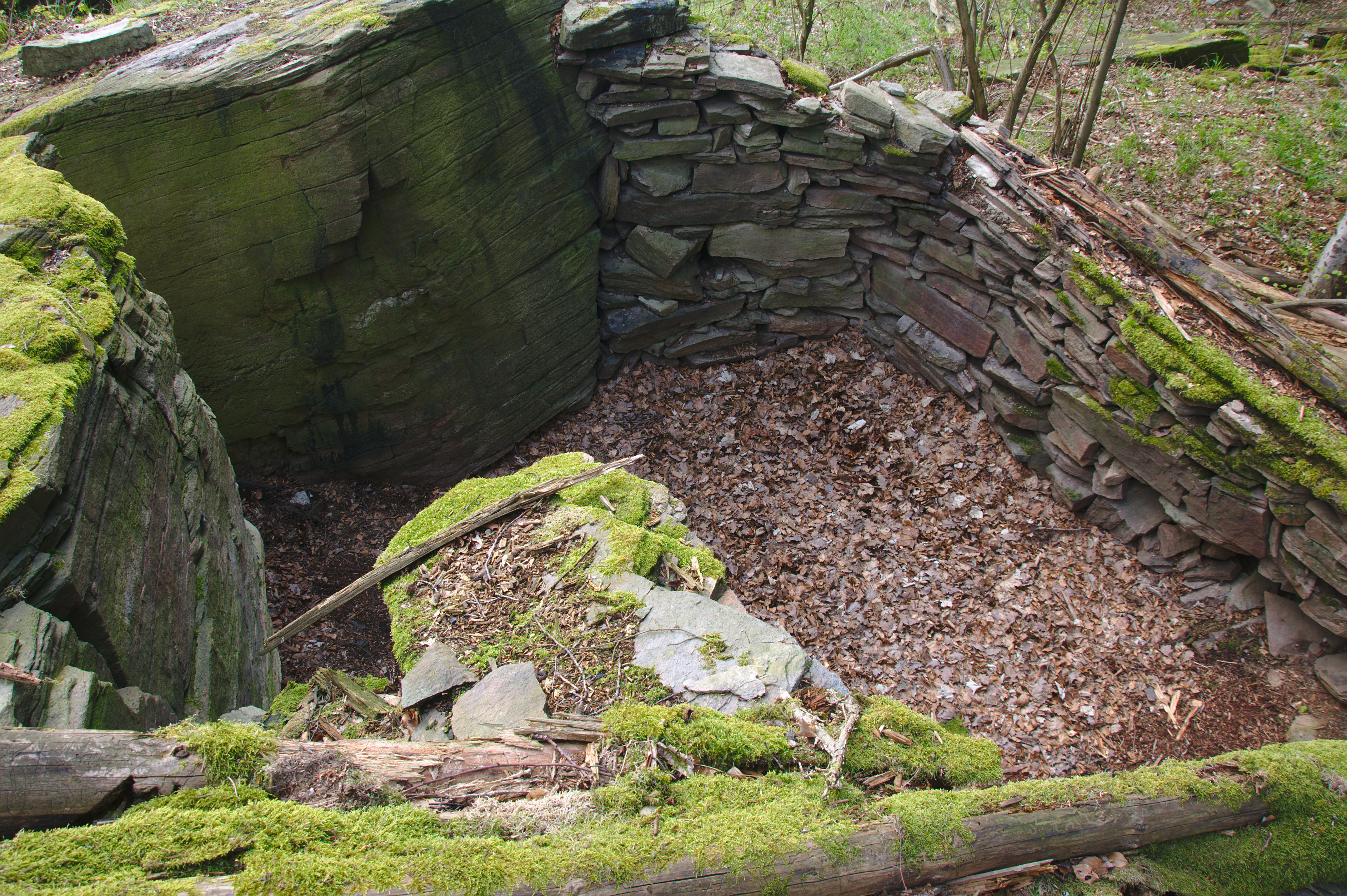